# Природно-математички факултет Универзитета у Крагујевцу
Природно-математички факултет је државни факултет и део Универзитета у Крагујевцу.

## Историја
Природно-математички факултет у Крагујевцу је основан, као Одељење Природно-математичког факултета у Београду, 16. октобра 1972. године. Те године уписана је прва генерација студената математике, биологије и физике, а Одељење је почело са радом 23. октобра 1972. Годину дана касније почела је са радом и студијска Група за хемију. Одељење је, 15. априла 1976. године, прерасло у самостални факултет који је, удруживањем са још пет факултета и два института, постао један од оснивача Универзитета Светозар Марковић, данас Универзитет у Крагујевцу.
Помоћ и подршка државе, града Крагујевца и професора са Универзитета у Београду и других универзитета, који су изводили наставу у првим годинама рада Природно-математичког факултета, допринели су да се Факултет убрзано развија и осамостали 1976. године. Исте године, 138 година после оснивања Лицеја, основан је Универзитет Светозар Марковић, данас Универзитет у Крагујевцу, који данас има 12 факултета и преко 18.000 студената.
Природно-математички факултет у Крагујевцу се непрестано развија и представља једну од водећих чланица Универзитета у Крагујевцу. На основу резултата научно-истраживачког и педагошког рада својих наставника и сарадника, сврстава се у ред водећих факултета у Србији, са веома развијеном међународном сарадњом. Држава Србија преко свог Министарства просвете и науке даје велику подршку и помоћ развоју Природно-математичког факултета и целог Универзитета. Град Крагујевац такође интензивно помаже развој свог Универзитета.